# Thomas T. Thomas
Thomas Thurston Thomas (uneori scris Thomas T. Thomas sau Thomas Wren) este un autor american de literatură științifico-fantastică.

## Cărți
- The Doomsday Effect (1986), a câștigat Compton Crook Award în 1987.
- First Citizen (1987)
- The Mask of Loki (1990) (cu Roger Zelazny)
- Crygender (1991)
- ME: A Novel of Self-Discovery (1991)
- Flare (1992) (cu Roger Zelazny)
- Mars Plus (1994) (cu Frederik Pohl)

A mai contriubuit și la An Honorable Defense (1988); la seria Crisis of Empire (cu David Drake) și la povestirea Hey Diddle Diddle, a 5-a din seria Man-Kzin Wars (cu acțiunea în Known Space - universul imaginar creat de Larry Niven).